# Друга јужнобанатска лига Исток
Друга Јужнобанатска лига Исток такозвана (Банатска Б лига) је једна од 52 Међуопштинске лиге у фудбалу на територији Републике Србије. Међуопштинске лиге су шести ниво лигашких фудбалских такмичења у Србији. Лига се састоји од 16 клубова са територија општине Вршац, Бела Црква, Пландиште и Алибунар и игра се по двокружном бод-систему. Првак иде директно у Подручну лигу Панчево (Банатску А лигу), а последња два тима испадају из лиге. У лигу улазе првопласиране екипе из Општинске лиге Вршац - Бела Црква и Општинске лиге Алибунар - Пландиште.

## Победници првенстава
| Сезона   | Бр. клубова | Првак                      | Бодови | Другопласирани                | Бодови | Трећепласирани            | Бодови |
| 2008/09. | 16          | ФК Партизан, Уљма          | 79     | ОФК Вршац Јунајтед, Вршац     | 78     | ФК Слога, Пландиште       | 56     |
| 2009/10. | 16          | ОФК Вршац Јунајтед, Вршац  | 77     | ФК Хајдучица, Хајдучица       | 64     | ФК Слога, Пландиште       | 53     |
| 2010/11. | 16          | ФК Слога, Пландиште        | 78     | ФК Хајдучица, Хајдучица       | 53     | ФК Ратар, Крушчица        | 45     |
| 2011/12. | 16          | ФК Добрица, Добрица        | 69     | ФК Будућност, Алибунар        | 66     | ФК Јединство, Влајковац   | 53     |
| 2012/13. | 16          | ФК Будућност, Алибунар     | 71     | ФК Црвена звезда, Павлиш      | 65     | ФК Борац, Велико Средиште | 57     |
| 2013/14. | 16          | ФК Борац, Велико Средиште  | 59     | ФК Хајдучица, Хајдучица       | 55     | ФК Добрица, Добрица       | 48     |
| 2014/15. | 14          | ФК Партизан, Уљма          | 57     | ФК Владимировац, Владимировац | 56     | ФК Шевац, Кусић           | 48     |
| 2015/16. | 14          | ФК Војводина, Селеуш       | 56     | ФК Јединство, Влајковац       | 47     | ФК Борац, Велико Средиште | 41     |
| 2016/17. | 14          | ФК Војводина, Црвена Црква | 57     | ФК Дунав, Банатска Паланка    | 55     | ФК Борац, Велико Средиште | 52     |
| 2017/18. | 14          | ФК Потпорањ, Потпорањ      | 54     | ФК Полет, Избиште             | 53     | ФК Будућност, Алибунар    | 45     |

## Клубови у сезони 2013/14.
| Р. Бр. | Клуб            | Место            | Општина    | Боја дресова    |
| ------ | --------------- | ---------------- | ---------- | --------------- |
| 1.     | ФК Борац        | Велико Средиште  | Вршац      | Плаво-бела      |
| 2.     | ФК Борац        | Врачев Гај       | Бела Црква | Плаво-бела      |
| 3.     | ФК Виноградар   | Гудурица         | Вршац      | Зелено-бела     |
| 4.     | ФК Владимировац | Владимировац     | Алибунар   | Плаво-црвена    |
| 5.     | ФК Добрица      | Добрица          | Алибунар   | Плава           |
| 6.     | ФК Дунав        | Банатска Паланка | Бела Црква | Бела            |
| 7.     | ФК Јединство    | Влајковац        | Вршац      | Црвена          |
| 8.     | ФК Караш        | Јасеново         | Бела Црква | Црвено-бела     |
| 9.     | ФК Караш        | Куштиљ           | Вршац      | Жута            |
| 10.    | ФК Партизан     | Кајтасово        | Бела Црква | Црно-бела       |
| 11.    | ФК Партизан     | Уљма             | Вршац      | Црно-бела       |
| 12.    | ФК Потпорањ     | Потпорањ         | Вршац      | Црвено-бела     |
| 13.    | ФК Ратар        | Крушчица         | Бела Црква | Црвена          |
| 14.    | ФК Хајдук       | Шушара           | Вршац      | Црвена          |
| 15.    | ФК Хајдучица    | Хајдучица        | Пландиште  | Жуто-црна       |
| 16.    | ФК Шевац        | Кусић            | Бела Црква | Црно-наранџаста |